# Влада Марка Трифковића
Влада Марка Трифковића је била влада Краљевине Србије од 1. јула 1912. до 12. септембра 1912.

## Чланови владе
| Функција                                                  | Слика              | Име и презиме      | Детаљи                     |
| --------------------------------------------------------- | ------------------ | ------------------ | -------------------------- |
| Председник Министарског савета и министар унутрашњих дела |                    | Марко Трифковић    |                            |
| Министар иностраних дела                                  |                    | Јован М. Јовановић |                            |
| Министар правде                                           |                    | Марко С. Ђуричић   |                            |
| Министар финансија                                        |                    | Михаило В. Илић    | заступник, до 7/20.7.1912. |
| Министар финансија                                        | Јован П. Јовановић |                    |                            |
| Министар просвете и црквених дела                         |                    | Љубомир Јовановић  |                            |
| Министар војни                                            |                    | Радомир Путник     |                            |
| Министар грађевина                                        |                    | Михаило В. Илић    |                            |
| Министар народне привреде                                 |                    | Милан Капетановић  |                            |